# 1990년 LG 트윈스 시즌
1990년 LG 트윈스 시즌은 LG 트윈스가 KBO 리그에 참가한 첫 시즌으로, MBC 청룡 시절까지 합하면 9번째 시즌이다. 당시 럭키금성이 MBC 청룡을 인수하여 팀명이 LG 트윈스가 되었다. 백인천 감독이 팀을 이끌었으며, 팀은 정규 시즌 1위를 차지한 데 이어 한국시리즈에서 삼성 라이온즈를 4승 무패로 꺾고 창단 첫 통합 우승을 달성했다.
한편, 김태원이 선발로만 14승을 기록하여  1988년 한희민과 역대 최다 선발승 투수 최소 선발승(14선발승) 타이 기록을 세웠으나 2009년 로페즈 조정훈 2013년 세든 배영수가 타이 기록을 세웠다.

## 타이틀
- KBO 골든글러브: 김동수 (포수), 김상훈 (1루수)
- KBO 신인상: 김동수
- 올스타 선발: 김재박 (유격수)
- 올스타전 추천선수: 문병권, 김동수, 윤덕규
- 한국시리즈 MVP: 김용수
- 컴투스프로야구2013 레전드 카드: 김용수
- 컴투스프로야구 내일은 신인왕 라인업: 김동수 (포수)
- 3루타: 윤덕규 (8)
- 출장(투수): 정삼흠 (55)
- 구원등판: 정삼흠 (52)
- 마무리등판: 정삼흠 (48)
- 선발승 : 김태원 (14)

### 퓨처스리그
- 출장(타자): 장주덕 (62)
- 타율: 김성일 (0.370)
- 출루율: 김성일 (0.462)
- 1루타: 김성일 (57)
- 3루타: 김성일 (7)
- 도루: 김성일 (27)
- 완투: 김종철 (5)
- 다승: 최일언 (7)
- 구원승: 최일언 (4)

## 선수단
- 선발투수 : 김태원, 문병권, 이용철, 김신부, 최일언, 한명수
- 구원투수 : 이국성, 김기범, 차동철, 유종겸
- 마무리투수 : 김용수, 정삼흠, 김종철, 김덕근, 예병준, 김건우
- 포수 : 김동수, 심재원, 최달호
- 1루수 : 김상훈, 김영직, 김선진, 최훈재
- 2루수 : 김동재, 민경삼, 김기홍
- 유격수 : 김재박
- 3루수 : 윤덕규, 나웅
- 좌익수 : 노찬엽
- 중견수 : 박흥식, 양승관, 서효인
- 우익수 : 이병훈, 신언호, 조필현
- 지명타자 : 이광은, 장주덕, 김성재, 박성훈, 김성일, 유지홍

## 여담
- 1월 7일에 MBC 청룡 시절부터 활약했던 내야수 김경표가 교통사고를 당해 사망했다.
- LG 트윈스라는 팀명으로 치러진 첫 경기는 4월 8일 OB 베어스와의 경기였다. 이날 최일언이 선발 등판하여 LG 트윈스의 첫 등판 투수가 되었고, 구원 등판한 유종겸이 첫 패전투수가 되었다.
- 김용수는 4월 10일 태평양 돌핀스와의 경기에서 LG 트윈스의 첫 승리투수가 되었다.
- 김건우는 4월 14일 롯데 자이언츠와의 경기에서 LG 트윈스의 첫 세이브의 주인공이 되었다.
- 김영직은 삼성 라이온즈와의 한국시리즈 2차전에서 끝내기 밀어내기 볼넷을 골라내 한국시리즈 사상 최초의 끝내기 볼넷을 기록했다.
- 팀은 102번의 도루 실패를 범해 KBO 리그 사상 단일 시즌 최다 도루 실패를 기록했다.
- 6월 6일 해태 타이거즈와 경기에서 팀은 한 이닝 5도루를 기록하여 KBO 리그 역대 한 이닝 최다 도루 기록을 세웠다.
- 9월 29일에 백인천 감독이 구단 사상 최초의 은퇴식을 가졌다.
- 백인천 감독은 이때의 우승이 감독 커리어 사상 유일한 우승이었다. 결과적으로 감독 통산 승률 0.456을 기록하여 KBO 리그에서 우승을 경험한 감독들 중 통산 최저 승률 기록을 보유하고 있다.
- LG 트윈스는 1991 신인드래프트 2차 지명에서 1라운드에 투수 이석구, 2라운드에 포수 강진규, 3라운드에 외야수 나진균, 5라운드에 내야수 소순배를 지명했고 이들 모두 입단시키는 데 성공하여 KBO 리그 사상 최초로 신인드래프트 2차 지명에서 모든 포지션의 선수들을 지명하고 입단까지 시킨 팀이 되었다.

## 같이 보기
- 1982년 MBC 청룡 시즌
- 1983년 MBC 청룡 시즌
- 1984년 MBC 청룡 시즌
- 1985년 MBC 청룡 시즌
- 1986년 MBC 청룡 시즌
- 1987년 MBC 청룡 시즌
- 1988년 MBC 청룡 시즌
- 1989년 MBC 청룡 시즌
- 1993년 LG 트윈스 시즌
- 1994년 LG 트윈스 시즌